# Contea di Libo
La contea di Libo (荔波县S, Lìbō XiànP) è una contea della Cina, situata nella provincia del Guizhou e amministrata dalla prefettura autonoma buyei e miao di Qiannan.